# Dubin (Jutrosin)
Dubin (deutsch Dubin, früher auch Dupin; 1939–1943 Spitzwald,  1943–1945 Spitzwall) ist ein Dorf in der Stadt-und-Land-Gemeinde Jutrosin im Powiat Rawicki der polnischen Woiwodschaft Großpolen.

## Geographische Lage
Dubin liegt am Ostufer des Flüsschens Orla, etwa 90 Kilometer südlich der Stadt Posen und 20 Kilometer östlich der Stadt Rawicz (Rawitsch).

## Geschichte

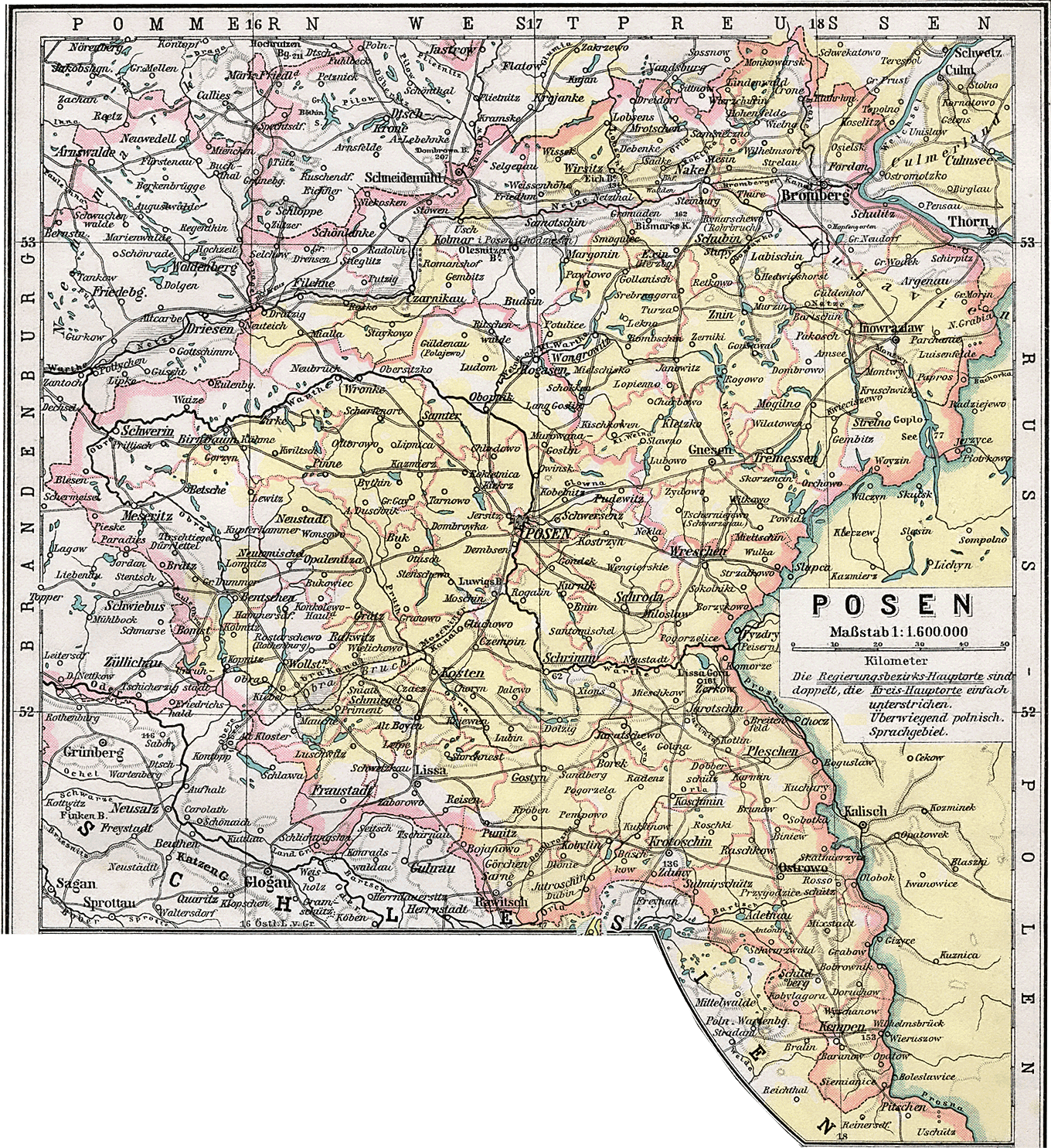
Dubin südlich der Stadt Posen und östlich der Stadt Rawitsch auf einer Landkarte der Provinz Posen von 1905 (gelb markierte Flächen kennzeichnen Gebiete mit seinerzeit mehrheitlich polnischsprachiger Bevölkerung).

In einer Urkunde von 1278 wird ein Kastellan von Dubin genannt. Zwar ist keine Gründungsurkunde vorhanden, doch ist bekannt, dass die Ortschaft im Jahr 1458 eine Kleinstadt war, in der deutsches Recht zur Anwendung kam. Die Stadt gehörte zu einer Grundherrschaft; im 18. Jahrhundert war der Graf Dzialynski ihr Besitzer, im 19. Jahrhundert der Graf Potulicki.
1793 kam die Kleinstadt, deren Bevölkerung damals polnisch war, zu Preußen.
Während des polnischen Aufstands im März und April 1848 bemächtigte sich ein polnischer Ortsausschuss der Verwaltungsgebäude der Stadt und enthob den Bürgermeister Tauer seines Amtes.
Nach dem Ersten Weltkrieg fiel die Ortschaft an die Zweite Polnische Republik. 1939 wurde sie von der deutschen Wehrmacht besetzt und anschließend wieder dem Deutschen Reich einverleibt. Nach Ende des Zweiten Weltkriegs wurde die Ortschaft wieder polnisch; sie verlor das Stadtrecht und wurde in die Stadt- und Landgemeinde Jutrosin eingegliedert.

### Einwohnerzahlen
- 1800: 443 Polen, darunter zwei Juden[1]
- 1816: 483
- 1837: 602[1]
- 1851: 638[1]

## Verkehr
Durch Dubin verläuft keine Landesstraße (droga krajowa) oder Woiwodschaftsstraße (droga wojewódzka). Etwa zehn Kilometer nördlich verläuft die Landesstraße 36, 20 Kilometer östlich die Landesstraße 15.
Das Dorf verfügt über keinen eigenen Bahnanschluss.
Der nächste internationale Flughafen ist der 80 Kilometer südlich gelegene Nikolaus-Kopernikus-Flughafen Breslau.